# Sofia Raffaeli
Sofia Raffaeli (Chiaravalle, 19 gennaio 2004) è una ginnasta italiana, individualista della Nazionale di ginnastica ritmica italiana. Alle Olimpiadi di Parigi 2024 ha ottenuto la medaglia di bronzo, la prima medaglia dell'Italia nella ginnastica ritmica a livello individuale. 
È la prima italiana nella storia a vincere un oro individuale ai Campionati del Mondo nella ginnastica ritmica, è campionessa mondiale all-around 2022 e vicecampionessa nel 2023.
Nel 2019 ha vinto la medaglia d'argento ai campionati mondiali juniores nelle specialità della fune e delle clavette. 
Ha esordito a livello senior nel 2021 e ha vinto la medaglia di bronzo nel cerchio ai campionati mondiali assoluti dello stesso anno. 
È la prima e unica ginnasta italiana ad aver vinto un oro nel concorso generale della Coppa del Mondo (World Cup Atene 2022). 
È ad oggi la ginnasta individualista che ha ottenuto il punteggio più alto di sempre in una competizione internazionale ufficiale: 36.200 nelle qualifiche della World Challenge Cup di Cluj Napoca.

## Carriera sportiva

### Esordienti
Sofia Raffaeli è nata a Chiaravalle, in provincia di Ancona, il 19 gennaio 2004. Ha iniziato a praticare ginnastica artistica all'età di quattro anni, ma tre anni dopo, appassionatasi del nastro e della palla che le avevano regalato, ha deciso di passare alla ginnastica ritmica. Ha iniziato ad allenarsi alla Società Ginnastica Fabriano sotto la guida delle allenatrici Julieta Cantaluppi e Cristina Ghiurova e della coreografa Bilyana Dyakova.
Nel 2018 ha esordito nelle competizioni internazionali di categoria juniores, partecipando ai campionati europei che si sono tenuti a Guadalajara in Spagna. In tale occasione ha concluso al quinto posto nella gara delle clavette.
L'anno successivo ha partecipato ai campionati mondiali juniores, vincendo la medaglia d'argento nelle gare individuali della fune e delle clavette e la medaglia d'argento nella gara a squadre.

### Carriera senior

#### 2020
Ai campionati nazionali italiani del 2020 si è classificata terza nell'all'around, alle spalle di Milena Baldassarri e Alexandra Agiurgiuculese. Nelle finali di specialità ha conquistato la medaglia di bronzo al cerchio, la medaglia d'argento nella palla, mentre ha conquistato l'oro alle clavette.

#### 2021
Nel 2021 ha esordito in campo internazionale a livello senior, conquistando quattro medaglie.
A luglio si è classificata seconda nel concorso generale ai campionati italiani assoluti: al cerchio e alle clavette ha conquistato l'argento, il bronzo alla palla e la medaglia d'oro al nastro. 
Ad agosto 2021 è entrata a fare parte delle Fiamme Oro, il gruppo sportivo della Polizia di Stato.
Ai campionati mondiali di ginnastica ritmica disputatisi a Kitakyūshū, in Giappone, ha conquistato la medaglia di bronzo nella gara del cerchio, e la medaglia d'argento nel team all'around, insieme a Milena Baldassarri, Alexandra Agiurgiuculese e alla squadra.
In questa occasione la giuria internazionale di ginnastica ritmica le ha riconosciuto l'invenzione di un nuovo movimento, che entrerà a far parte del codice dei punteggi con il nome "Raffaeli".

#### 2022
Alla prima tappa di Coppa del Mondo della stagione 2022, svoltasi ad Atene, ha conquistato la medaglia d'oro nell'all'around con il totale di 122.650. Nelle finali di specialità ha conquistato un argento al cerchio e due ori alla palla e alle clavette.
Il weekend successivo ha partecipato alla terza tappa di serie A alle clavette, contribuendo al primo posto della Ginnastica Fabriano.
Il 1º aprile ha vinto il bilaterale Italia-Francia a Desio, staccando di oltre 10 punti la seconda classificata.
È stata poi convocata per la World Cup di Sofia, dove ha vinto quattro medaglie d'argento (concorso generale, cerchio, palla e clavette) e si è classificata sesta al nastro.
La settimana successiva ha trionfato al Torneo Internazionale di San Marino.
Alla Coppa del mondo di Baku vince l'oro nell'AA davanti a Borjana Kalejn e alla compagna Milena Baldassarri firmando una storica doppietta Italiana. Nelle finali di specialità vince l'oro al cerchio e il bronzo alla palla e alle clavette.
In Italia vince la Final Six con la Ginnastica Fabriano, dove la società ottiene perciò il titolo di campione d'Italia per la sesta volta consecutiva.
Partecipa insieme a Milena Baldassarri al torneo internazionale Gdynia Rhythmic Stars, vincendo l'oro nel concorso generale e in tutte le finali di specialità nonostante alcuni errori.
Ai Campionati italiani assoluti di ginnastica ritmica 2022, svoltisi a Folgaria, ottiene il titolo di Campionessa d'Italia seguita sempre da Milena Baldassarri e Sofia Maffeis nel concorso generale. Il giorno successivo trionfa anche in tutte le finali di specialità, firmando l'en plein.
Alla Tappa conclusiva del circuito di Coppa del Mondo di ginnastica ritmica 2022, vince l'oro nel concorso generale, l'oro al cerchio, alla palla e alle clavette e l'argento al nastro di fronte al pubblico di casa. Si aggiudica, di conseguenza, l'oro del circuito World Cup per quanto riguarda Concorso Generale, cerchio, palla e clavette.
Ai campionati Europei di Tel Aviv rompe il record del punteggio più alto di sempre per un'individualista (quello precedente era ugualmente suo: 34.900) ottenendo 36.15 al cerchio. Vince l'argento per Team insieme a Milena Baldassarri e alla squadra. Nella finale AA finisce quarta a 0.4 punti dal podio a causa di un errore al cerchio, ma il giorno dopo, in occasione delle finali di specialità, vince l'oro al cerchio e alle clavette e l'argento alla palla: si tratta delle prime medaglie individuali senior per l'Italia.
Partecipa ai Giochi Mondiali vincendo l'oro alle clavette e l'argento al cerchio e alla palla.
All'ultima tappa di World Challenge Cup di Cluj-Napoca vince l'oro nel concorso generale, l'oro al cerchio e al nastro e il bronzo alle clavette.
Ai Campionati mondiali di ginnastica ritmica 2022 a Sofia ha conquistato l'oro al cerchio, con il punteggio di 34.850, e poi l'oro alla palla con 34.900, condividendo il podio con la compagna di squadra Milena Baldassarri, bronzo con il punteggio di 32.400. Il giorno dopo conquista il terzo oro con il nastro (32.650) e un bronzo alle clavette. Insieme alla squadra italiana conquista il quarto oro nella classifica di Team Ranking.
Nell'all-around una performance in crescendo per la ginnasta di Chiaravalle, con il complessivo di 133.250 vince la medaglia d'oro nell'all-around individuale rimontando la tedesca Darja Varfolomeev, seconda con 132.450, e la bulgara Stiliana Nikolova, terza con 128.800. 
Con questo risultato l'azzurra ottiene anche il pass per l'Olimpiade di Parigi 2024, e diventa la prima ginnasta della storia italiana a conquistare la medaglia d'oro iridata nell'all around ai Mondiali di ginnastica ritmica.

#### 2023
La sua prima competizione nella stagione 2023 è stata il Grand Prix di Marbella, dove ha vinto l'oro nell'All-Around. Si è qualificata per tutte le finali degli attrezzi, vincendo l'oro al nastro e l'argento alle clavette.
Alla prima tappa di Coppa del Mondo della stagione 2023, svoltasi ad Atene, ha conquistato la medaglia d'oro nell'all'around con il totale di 131.750. Nelle finali di specialità vince l'oro al cerchio e l'argento alla palla.
Alla seconda tappa di Coppa del Mondo svoltasi a Sofia, ha conquistato la medaglia d'argento nell'all'around con il totale di 128.750. Nelle finali di specialità ha conquistato un argento alla palla e due bronzi al cerchio e alle clavette.
Alla terza tappa di Coppa del Mondo svoltasi a Tashkent, ha conquistato la medaglia d'oro nell'all'around con il totale di 131.850. Nelle finali di specialità vince quattro ori al cerchio, alla palla, alle clavette e al nastro. Sofia riscrive la storia: nessuna ginnasta italiana prima di lei era riuscita a vincere 5 ori su 5 in una Word Cup.
Alla quarta tappa di Coppa del Mondo svoltasi a Baku, ha vinto l'argento nell'All Around con il totale di 129.700. Nelle finali di specialità vince l'argento al cerchio.
In Italia vince la Final Six con la Ginnastica Fabriano, dove la società ottiene perciò il titolo di campione d'Italia per la settima volta consecutiva.
AI campionati Europei di Baku vince l'argento nell'All-Around e il giorno dopo, in occasione delle finali di specialità, vince l'oro alla palla (prima medaglia individuale senior per l'Italia) e l'oro alle clavette.
A inizio giugno si disputano i Campionati Italiani Assoluti a Folgaria, dove per il secondo anno consecutivo si laurea Campionessa Italiana Assoluta, davanti a Milena Baldassarri. Il giorno successivo, per le finali di specialità, trionfa con quattro ori.
Alla World Challenge Cup Cluj-Napoca Sofia conquista la medaglia d'oro nell'all'around con il totale di 133.550. Vince l'oro nella finale al cerchio e il bronzo alla palla e alle clavette.
Alla Tappa conclusiva del circuito di Coppa del Mondo di ginnastica ritmica 2023, vince l'argento nel concorso generale, l'oro al cerchio e l'argento alle clavette di fronte al pubblico di casa. Si aggiudica, di conseguenza, l'oro del circuito per quanto riguarda Concorso Generale e cerchio.
Ai Campionati mondiali di ginnastica ritmica 2023 di Valencia chiude con il secondo posto al concorso generale individuale, alle spalle di Darja Varfolomeev, diventando così Vicecampionessa del mondo. Insieme alla squadra italiana conquista il bronzo nella classifica di Team Ranking. Inoltre alle finali si aggiudica l'argento alla palla e al cerchio..

#### 2024
A seguito del cambio di allenatrice, dopo l'abbandono di Julieta Cantaluppi, sostituita dalla nuova allenatrice Claudia Mancinelli, la prima competizione dell'anno è il Campionato di Serie A1 dove presenta il nuovo programma, ottenendo buoni punteggi.
Al 9º Torneo Città di Desio vince con ampio margine la competizione, nonostante alcuni errori.
Alla prima tappa di Coppa del Mondo della stagione 2024, svoltasi ad Atene, ha conquistato nelle finali di specialità l'argento al cerchio e alla palla.
In Italia vince la Final Six con la Ginnastica Fabriano, dove la società ottiene perciò il titolo di campione d'Italia per l'ottava volta consecutiva.
Alla seconda tappa di Coppa del Mondo svoltasi a Sofia, arriva quarta all'all-around ma si riscatta nelle finali di specialità conquistando un oro alle clavette e un bronzo al cerchio.
Alla terza tappa di Coppa del Mondo svoltasi a Baku, arriva terza nel concorso generale e conquista nelle finali di specialità un oro alle clavette e un argento al cerchio.
Alla prima edizione della European Cup a Baku, dopo una giornata di qualifiche in cui si posizione prima con ottimi punteggi in tutti e quattro gli esercizi, il giorno dopo riesce a conquistare l'argento All-around. Alle finali di specialità conquista l'oro al cerchio, l'argento alle clavette e il bronzo al nastro mentre alla palla arriva quarta (a 0.10 dal podio).
Ai campionati Europei di Budapest vince l'argento nell'All-Around, e diventa per la seconda volta Vicecampionessa europea e il giorno dopo, in occasione delle finali di specialità, vince l'oro alla palla e l'argento al nastro. Inoltre insieme alla squadra italiana conquista l'argento nella classifica di Team Ranking
A inizio giugno si disputano i Campionati Italiani Assoluti a Folgaria, dove per il terzo anno consecutivo si laurea Campionessa Italiana Assoluta, davanti a Milena Baldassarri. Il giorno successivo, per le finali di specialità, trionfa con tre ori.
Alla Tappa conclusiva del circuito di Coppa del Mondo di ginnastica ritmica 2024, vince l'argento nel concorso generale, l'oro al nastro e l'argento alla palla e alle clavette di fronte al pubblico di casa. Si aggiudica, di conseguenza, l'oro del circuito World Cup per quanto riguarda le clavette..
Il 9 agosto 2024 alle Olimpiadi di Parigi ottiene la medaglia di bronzo, diventando la prima italiana di sempre a ottenere una medaglia olimpica nella ginnastica ritmica a livello individuale.
Al termine della stagione partecipa infine all'Aeon Cup (mondiale per club): conquista l'oro nel concorso generale e il bronzo per Team con la propria società, Ginnastica Fabriano.

#### 2025
Raffaeli inizia la stagione con il Campionato di Serie A1, presentando il nuovo programma conforme al nuovo Codice dei Punteggi 2025-2028. Nella prima tappa con la Ginnastica Fabriano si posiziona settima. Nella  seconda tappa di Serie A1, Raffaeli presenta il suo nuovo esercizio alle clavette, contribuendo al terzo posto della Ginnastica Fabriano.
Al Grand Prix di Marbella vince l'argento nell'All-Around. Si è qualificata a tutte le finali di specialità, conquistando l'oro al cerchio e al nastro e l'argento alle clavette..
Alla prima tappa di Coppa del Mondo della stagione 2025, svoltasi a Sofia, ha conquistato nelle finali di specialità il bronzo al cerchio.
Alla seconda tappa di Coppa del Mondo svoltasi a Baku, conquista l'oro nel concorso generale.
Alla European Cup a Baku, conquista l'oro nelle cross-battle, mentre alle finali di specialità conquista l'oro alla palla.
AI campionati Europei di Tallinn vince l'oro per Team insieme a Tara Dragas, Alice Taglietti e alla squadra. Nella finale AA finisce quarta a soli 0.2 punti dal podio, ma il giorno dopo, in occasione delle finali di specialità, vince l'argento al cerchio e il bronzo alle clavette. 
Il weekend del 13 giugno 2025 si disputano i Campionati Italiani Assoluti a Folgaria, dove per il quarto anno consecutivo si laurea Campionessa Italiana Assoluta, davanti a Tara Dragas e ad Enrica Paolini. Il giorno successivo, per le finali di specialità, trionfa con due ori (cerchio e palla) e con due argenti (clavette e nastro).
Alla tappa conclusiva di Coppa del Mondo svoltasi a Milano, il 19 luglio, conquista l'oro nel concorso generale davanti alla tedesca Darja Varfolomeev e all'ucraina Taisiia Onofriichuk. Il giorno successivo nelle finali di specialità vince l'oro al cerchio e l'argento alle clavette.

## Palmarès

### Internazionali
| Anno | Luogo            | Competizione                               | Risultato | Specialità                                |
| ---- | ---------------- | ------------------------------------------ | --------- | ----------------------------------------- |
| 2019 | Corbeil-Essonnes | International Tournament                   | Oro       | Concorso Generale                         |
| 2019 | Burgas           | International Tournament                   | Oro       | Concorso Generale                         |
| 2019 | Burgas           | International Tournament                   | Oro       | Fune                                      |
| 2019 | Burgas           | International Tournament                   | Oro       | Palla                                     |
| 2019 | Burgas           | International Tournament                   | Oro       | Clavette                                  |
| 2019 | Burgas           | International Tournament                   | Oro       | Nastro                                    |
| 2019 | Baku             | International Tournament                   | Argento   | Concorso Generale                         |
| 2019 | Baku             | International Tournament                   | Argento   | Fune                                      |
| 2019 | Baku             | International Tournament                   | Argento   | Palla                                     |
| 2019 | Baku             | International Tournament                   | Oro       | Clavette                                  |
| 2019 | Baku             | International Tournament                   | Oro       | Nastro                                    |
| 2019 | Gdynia           | II Gdynia Rhytmic Stars                    | Oro       | Concorso Generale                         |
| 2019 | Gdynia           | II Gdynia Rhytmic Stars                    | Oro       | Fune                                      |
| 2019 | Gdynia           | II Gdynia Rhytmic Stars                    | Oro       | Palla                                     |
| 2019 | Gdynia           | II Gdynia Rhytmic Stars                    | Oro       | Clavette                                  |
| 2019 | Gdynia           | II Gdynia Rhytmic Stars                    | Oro       | Nastro                                    |
| 2019 | Sofia            | Levski Cup- International Tournament       | Oro       | Concorso Generale                         |
| 2019 | Sofia            | Levski Cup- International Tournament       | Oro       | Fune                                      |
| 2019 | Sofia            | Levski Cup- International Tournament       | Oro       | Palla                                     |
| 2019 | Sofia            | Levski Cup- International Tournament       | Oro       | Clavette                                  |
| 2019 | Sofia            | Levski Cup- International Tournament       | Oro       | Nastro                                    |
| 2019 | Mosca            | Grand Prix                                 | Argento   | Concorso per team                         |
| 2019 | Mosca            | Grand Prix                                 | Argento   | Palla                                     |
| 2019 | Mosca            | Grand Prix                                 | Argento   | Clavette                                  |
| 2019 | Mosca            | Campionati mondiali juniores               | Argento   | Concorso per nazione                      |
| 2019 | Mosca            | Campionati mondiali juniores               | Argento   | Fune                                      |
| 2019 | Mosca            | Campionati mondiali juniores               | Argento   | Clavette                                  |
| 2019 | Cagliari         | Campionati del Mediterraneo Juniores       | Oro       | Concorso per nazione                      |
| 2019 | Cagliari         | Campionati del Mediterraneo Juniores       | Oro       | Palla                                     |
| 2019 | Cagliari         | Campionati del Mediterraneo Juniores       | Oro       | Nastro                                    |
| 2019 | Takasaki         | Aeon Cup- Mondiale per Club                | Oro       | Concorso Generale                         |
| 2019 | Sofia            | Academic Winter Cup                        | Oro       | Concorso Generale                         |
| 2019 | Sofia            | Academic Winter Cup                        | Oro       | Palla                                     |
| 2019 | Sofia            | Academic Winter Cup                        | Oro       | Clavette                                  |
| 2019 | Sofia            | Academic Winter Cup                        | Oro       | Nastro                                    |
| 2020 | Bucarest         | Irina Deleanu Cup                          | Argento   | Concorso Generale                         |
| 2020 | Bucarest         | Irina Deleanu Cup                          | Argento   | Cerchio                                   |
| 2020 | Bucarest         | Irina Deleanu Cup                          | Oro       | Palla                                     |
| 2020 | Bucarest         | Irina Deleanu Cup                          | Argento   | Clavette                                  |
| 2020 | Bucarest         | Irina Deleanu Cup                          | Oro       | Nastro                                    |
| 2020 | Mosca            | International online Tournament            | Argento   | Nastro                                    |
| 2020 | Mosca            | International online Tournament            | Bronzo    | Clavette                                  |
| 2021 | Desio            | International Tournament                   | Oro       | Concorso generale                         |
| 2021 | Sofia            | Coppa del Mondo                            | Argento   | Clavette                                  |
| 2021 | Sofia            | Coppa del Mondo                            | Bronzo    | Nastro                                    |
| 2021 | Tashkent         | Coppa del Mondo                            | Argento   | Cerchio                                   |
| 2021 | Tashkent         | Coppa del Mondo                            | Argento   | Nastro                                    |
| 2021 | Gdynia           | III Gdynia Rhytmic Stars                   | Oro       | Concorso Generale                         |
| 2021 | Gdynia           | III Gdynia Rhytmic Stars                   | Oro       | Cerchio                                   |
| 2021 | Gdynia           | III Gdynia Rhytmic Stars                   | Oro       | Clavette                                  |
| 2021 | Gdynia           | III Gdynia Rhytmic Stars                   | Oro       | Nastro                                    |
| 2021 | Gdynia           | III Gdynia Rhytmic Stars                   | Argento   | Palla                                     |
| 2021 | San Marino       | International Tournament                   | Oro       | Concorso Generale                         |
| 2021 | Atene            | FIG International Tournament               | Argento   | Concorso Generale                         |
| 2021 | Atene            | FIG International Tournament               | Oro       | Cerchio                                   |
| 2021 | Atene            | FIG International Tournament               | Argento   | Nastro                                    |
| 2021 | Atene            | FIG International Tournament               | Argento   | Clavette                                  |
| 2021 | Marbella         | Grand Prix                                 | Oro       | Clavette                                  |
| 2021 | Marbella         | Grand Prix                                 | Bronzo    | Palla                                     |
| 2021 | Kitakyūshū       | Campionati mondiali                        | Bronzo    | Cerchio                                   |
| 2021 | Kitakyūshū       | Campionati mondiali                        | Argento   | Concorso per team                         |
| 2022 | Atene            | Coppa del Mondo                            | Oro       | Concorso Generale                         |
| 2022 | Atene            | Coppa del Mondo                            | Oro       | Palla                                     |
| 2022 | Atene            | Coppa del Mondo                            | Oro       | Clavette                                  |
| 2022 | Atene            | Coppa del Mondo                            | Argento   | Cerchio                                   |
| 2022 | Desio            | International Tournament                   | Oro       | Concorso Generale                         |
| 2022 | Sofia            | Coppa del Mondo                            | Argento   | Concorso Generale                         |
| 2022 | Sofia            | Coppa del Mondo                            | Argento   | Cerchio                                   |
| 2022 | Sofia            | Coppa del Mondo                            | Argento   | Palla                                     |
| 2022 | Sofia            | Coppa del Mondo                            | Argento   | Clavette                                  |
| 2022 | San Marino       | International Tournament                   | Oro       | Concorso Generale                         |
| 2022 | Baku             | Coppa del Mondo                            | Oro       | Concorso Generale                         |
| 2022 | Baku             | Coppa del Mondo                            | Oro       | Cerchio                                   |
| 2022 | Baku             | Coppa del Mondo                            | Bronzo    | Palla                                     |
| 2022 | Baku             | Coppa del Mondo                            | Bronzo    | Clavette                                  |
| 2022 | Gdynia           | IV Gdynia Rhytmic Stars                    | Oro       | Concorso Generale                         |
| 2022 | Gdynia           | IV Gdynia Rhytmic Stars                    | Oro       | Cerchio                                   |
| 2022 | Gdynia           | IV Gdynia Rhytmic Stars                    | Oro       | Palla                                     |
| 2022 | Gdynia           | IV Gdynia Rhytmic Stars                    | Oro       | Clavette                                  |
| 2022 | Gdynia           | IV Gdynia Rhytmic Stars                    | Oro       | Nastro                                    |
| 2022 | Pesaro           | Coppa del Mondo                            | Oro       | Concorso Generale                         |
| 2022 | Pesaro           | Coppa del Mondo                            | Oro       | Cerchio                                   |
| 2022 | Pesaro           | Coppa del Mondo                            | Oro       | Palla                                     |
| 2022 | Pesaro           | Coppa del Mondo                            | Oro       | Clavette                                  |
| 2022 | Pesaro           | Coppa del Mondo                            | Argento   | Nastro                                    |
| 2022 | Pesaro           | Coppa del Mondo                            | Oro       | World Cup Ranking 2022- Concorso Generale |
| 2022 | Pesaro           | Coppa del Mondo                            | Oro       | World Cup Ranking 2022- Cerchio           |
| 2022 | Pesaro           | Coppa del Mondo                            | Oro       | World Cup Ranking 2022- Palla             |
| 2022 | Pesaro           | Coppa del Mondo                            | Oro       | World Cup Ranking 2022- Clavette          |
| 2022 | Tel Aviv         | Campionati europei                         | Argento   | Team                                      |
| 2022 | Tel Aviv         | Campionati europei                         | Oro       | Cerchio                                   |
| 2022 | Tel Aviv         | Campionati europei                         | Argento   | Palla                                     |
| 2022 | Tel Aviv         | Campionati europei                         | Oro       | Clavette                                  |
| 2022 | Birmingham       | Giochi mondiali                            | Argento   | Cerchio                                   |
| 2022 | Birmingham       | Giochi mondiali                            | Argento   | Palla                                     |
| 2022 | Birmingham       | Giochi mondiali                            | Oro       | Clavette                                  |
| 2022 | Caorle           | International Tournament                   | Oro       | Concorso Generale                         |
| 2022 | Follonica        | International Tournament                   | Oro       | Concorso Generale                         |
| 2022 | Cluj Napoca      | Coppa del mondo                            | Oro       | Concorso Generale                         |
| 2022 | Cluj Napoca      | Coppa del mondo                            | Oro       | Cerchio                                   |
| 2022 | Cluj Napoca      | Coppa del mondo                            | Bronzo    | Clavette                                  |
| 2022 | Cluj Napoca      | Coppa del mondo                            | Oro       | Nastro                                    |
| 2022 | San Marino       | 9th International Tournament of San Marino | Oro       | Concorso Generale                         |
| 2022 | Sofia            | Campionati mondiali                        | Oro       | Cerchio                                   |
| 2022 | Sofia            | Campionati mondiali                        | Oro       | Palla                                     |
| 2022 | Sofia            | Campionati mondiali                        | Bronzo    | Clavette                                  |
| 2022 | Sofia            | Campionati mondiali                        | Oro       | Nastro                                    |
| 2022 | Sofia            | Campionati mondiali                        | Oro       | Concorso Generale                         |
| 2022 | Sofia            | Campionati mondiali                        | Oro       | Team Event                                |
| 2022 | Tokyo            | Aeon cup                                   | Oro       | Concorso Generale                         |
| 2022 | Tokyo            | Aeon cup                                   | Oro       | Team Event                                |
| 2023 | Marbella         | Grand Prix                                 | Oro       | Concorso Generale                         |
| 2023 | Marbella         | Grand Prix                                 | Oro       | Nastro                                    |
| 2023 | Marbella         | Grand Prix                                 | Argento   | Clavette                                  |
| 2023 | Atene            | Coppa del Mondo                            | Oro       | Concorso Generale                         |
| 2023 | Atene            | Coppa del Mondo                            | Oro       | Cerchio                                   |
| 2023 | Atene            | Coppa del Mondo                            | Argento   | Palla                                     |
| 2023 | Sofia            | Coppa del Mondo                            | Argento   | Concorso Generale                         |
| 2023 | Sofia            | Coppa del Mondo                            | Bronzo    | Cerchio                                   |
| 2023 | Sofia            | Coppa del Mondo                            | Argento   | Palla                                     |
| 2023 | Sofia            | Coppa del Mondo                            | Bronzo    | Clavette                                  |
| 2023 | Tashkent         | Coppa del Mondo                            | Oro       | Concorso Generale                         |
| 2023 | Tashkent         | Coppa del Mondo                            | Oro       | Cerchio                                   |
| 2023 | Tashkent         | Coppa del Mondo                            | Oro       | Palla                                     |
| 2023 | Tashkent         | Coppa del Mondo                            | Oro       | Clavette                                  |
| 2023 | Tashkent         | Coppa del Mondo                            | Oro       | Nastro                                    |
| 2023 | Baku             | Coppa del Mondo                            | Argento   | Concorso Generale                         |
| 2023 | Baku             | Coppa del Mondo                            | Argento   | Cerchio                                   |
| 2023 | Baku             | Campionati europei                         | Argento   | Concorso Generale                         |
| 2023 | Baku             | Campionati europei                         | Oro       | Palla                                     |
| 2023 | Baku             | Campionati europei                         | Oro       | Clavette                                  |
| 2023 | Cluj Napoca      | Coppa del mondo                            | Oro       | Concorso Generale                         |
| 2023 | Cluj Napoca      | Coppa del mondo                            | Oro       | Cerchio                                   |
| 2023 | Cluj Napoca      | Coppa del mondo                            | Bronzo    | Palla                                     |
| 2023 | Cluj Napoca      | Coppa del mondo                            | Bronzo    | Clavette                                  |
| 2023 | Milano           | Coppa del mondo                            | Argento   | Concorso Generale                         |
| 2023 | Milano           | Coppa del mondo                            | Oro       | Cerchio                                   |
| 2023 | Milano           | Coppa del mondo                            | Argento   | Clavette                                  |
| 2023 | Milano           | Coppa del mondo                            | Oro       | World Cup Ranking 2023- Concorso Generale |
| 2023 | Milano           | Coppa del mondo                            | Oro       | World Cup Ranking 2023- Cerchio           |
| 2023 | Valencia         | Campionati mondiali                        | Argento   | Concorso generale                         |
| 2023 | Valencia         | Campionati mondiali                        | Argento   | Cerchio                                   |
| 2023 | Valencia         | Campionati mondiali                        | Argento   | Palla                                     |
| 2023 | Valencia         | Campionati mondiali                        | Bronzo    | Team Ranking                              |
| 2023 | Tokyo            | Aeon cup                                   | Bronzo    | Concorso Generale                         |
| 2024 | Desio            | 9º Torneo Città di Desio                   | Oro       | Concorso Generale                         |
| 2024 | Atene            | Coppa del Mondo                            | Argento   | Cerchio                                   |
| 2024 | Atene            | Coppa del Mondo                            | Argento   | Palla                                     |
| 2024 | Sofia            | Coppa del Mondo                            | Bronzo    | Cerchio                                   |
| 2024 | Sofia            | Coppa del Mondo                            | Oro       | Clavette                                  |
| 2024 | Baku             | Coppa del Mondo                            | Bronzo    | Concorso Generale                         |
| 2024 | Baku             | Coppa del Mondo                            | Argento   | Cerchio                                   |
| 2024 | Baku             | Coppa del Mondo                            | Oro       | Clavette                                  |
| 2024 | Baku             | Coppa d'Europa                             | Argento   | Concorso Generale                         |
| 2024 | Baku             | Coppa d'Europa                             | Oro       | Cerchio                                   |
| 2024 | Baku             | Coppa d'Europa                             | Argento   | Clavette                                  |
| 2024 | Baku             | Coppa d'Europa                             | Bronzo    | Nastro                                    |
| 2024 | Budapest         | Campionati europei                         | Argento   | Concorso generale                         |
| 2024 | Budapest         | Campionati europei                         | Oro       | Palla                                     |
| 2024 | Budapest         | Campionati europei                         | Argento   | Nastro                                    |
| 2024 | Budapest         | Campionati europei                         | Argento   | Team Ranking                              |
| 2024 | Milano           | Coppa del mondo                            | Argento   | Concorso Generale                         |
| 2024 | Milano           | Coppa del mondo                            | Argento   | Palla                                     |
| 2024 | Milano           | Coppa del mondo                            | Argento   | Clavette                                  |
| 2024 | Milano           | Coppa del mondo                            | Oro       | Nastro                                    |
| 2024 | Milano           | Coppa del mondo                            | Oro       | World Cup Ranking 2023- Clavette          |
| 2024 | Parigi           | Giochi olimpici                            | Bronzo    | Concorso Generale                         |
| 2024 | Tokyo            | Aeon cup                                   | Oro       | Concorso Generale                         |
| 2024 | Tokyo            | Aeon cup                                   | Bronzo    | Team Event                                |
| 2025 | Marbella         | Grand Prix                                 | Argento   | Concorso Generale                         |
| 2025 | Marbella         | Grand Prix                                 | Oro       | Cerchio                                   |
| 2025 | Marbella         | Grand Prix                                 | Argento   | Clavette                                  |
| 2025 | Marbella         | Grand Prix                                 | Oro       | Nastro                                    |
| 2025 | Sofia            | Coppa del Mondo                            | Bronzo    | Cerchio                                   |
| 2025 | Baku             | Coppa del Mondo                            | Oro       | Concorso Generale                         |
| 2025 | Baku             | Coppa d'Europa                             | Oro       | Concorso Generale                         |
| 2025 | Baku             | Coppa d'Europa                             | Oro       | Palla                                     |
| 2025 | Tallinn          | Campionati europei                         | Argento   | Cerchio                                   |
| 2025 | Tallinn          | Campionati europei                         | Bronzo    | Clavette                                  |
| 2025 | Tallinn          | Campionati europei                         | Oro       | Team Ranking                              |
| 2025 | Milano           | Coppa del Mondo                            | Oro       | Concorso Generale                         |
| 2025 | Milano           | Coppa del Mondo                            | Oro       | Cerchio                                   |
| 2025 | Milano           | Coppa del Mondo                            | Argento   | Clavette                                  |

### Competizioni Nazionali
| Anno | Luogo            | Competizione                   | Risultato | Specialità        |
| ---- | ---------------- | ------------------------------ | --------- | ----------------- |
| 2019 | Torino           | Campionato Nazionale Assoluto  | Bronzo    | Palla             |
| 2019 | Torino           | Campionato Nazionale Assoluto  | Bronzo    | Clavette          |
| 2019 | Nocera Inferiore | Campionate Nazionale Gold (J3) | Oro       | Concorso Generale |
| 2020 | Folgaria         | Campionato Nazionale Assoluto  | Bronzo    | Concorso Generale |
| 2020 | Folgaria         | Campionato Nazionale Assoluto  | Argento   | Palla             |
| 2020 | Folgaria         | Campionato Nazionale Assoluto  | Oro       | Clavette          |
| 2021 | Folgaria         | Campionato Nazionale Assoluto  | Argento   | Concorso Generale |
| 2021 | Folgaria         | Campionato Nazionale Assoluto  | Argento   | Cerchio           |
| 2021 | Folgaria         | Campionato Nazionale Assoluto  | Bronzo    | Palla             |
| 2021 | Folgaria         | Campionato Nazionale Assoluto  | Oro       | Clavette          |
| 2021 | Folgaria         | Campionato Nazionale Assoluto  | Bronzo    | Nastro            |
| 2022 | Folgaria         | Campionato Nazionale Assoluto  | Oro       | Concorso Generale |
| 2022 | Folgaria         | Campionato Nazionale Assoluto  | Oro       | Cerchio           |
| 2022 | Folgaria         | Campionato Nazionale Assoluto  | Oro       | Palla             |
| 2022 | Folgaria         | Campionato Nazionale Assoluto  | Oro       | Clavette          |
| 2022 | Folgaria         | Campionato Nazionale Assoluto  | Oro       | Nastro            |
| 2023 | Folgaria         | Campionato Nazionale Assoluto  | Oro       | Concorso Generale |
| 2023 | Folgaria         | Campionato Nazionale Assoluto  | Oro       | Cerchio           |
| 2023 | Folgaria         | Campionato Nazionale Assoluto  | Oro       | Palla             |
| 2023 | Folgaria         | Campionato Nazionale Assoluto  | Oro       | Clavette          |
| 2023 | Folgaria         | Campionato Nazionale Assoluto  | Oro       | Nastro            |
| 2024 | Folgaria         | Campionato Nazionale Assoluto  | Oro       | Concorso Generale |
| 2024 | Folgaria         | Campionato Nazionale Assoluto  | Oro       | Cerchio           |
| 2024 | Folgaria         | Campionato Nazionale Assoluto  | Oro       | Palla             |
| 2024 | Folgaria         | Campionato Nazionale Assoluto  | Oro       | Clavette          |
| 2025 | Folgaria         | Campionato Nazionale Assoluto  | Oro       | Concorso Generale |
| 2025 | Folgaria         | Campionato Nazionale Assoluto  | Oro       | Cerchio           |
| 2025 | Folgaria         | Campionato Nazionale Assoluto  | Oro       | Palla             |
| 2025 | Folgaria         | Campionato Nazionale Assoluto  | Argento   | Clavette          |
| 2025 | Folgaria         | Campionato Nazionale Assoluto  | Argento   | Nastro            |

## Musiche degli esercizi presentati
| Anno | Attrezzo           | Titolo                          | Artista                                                                    |
| ---- | ------------------ | ------------------------------- | -------------------------------------------------------------------------- |
| 2025 | Cerchio            | Tu si' na cosa grande           | Domenico Modugno                                                           |
| 2025 | Palla              | Making Christmas Remix          | Pentatonix & The Citizens of Halloween (da The Nightmare Before Christmas) |
| 2025 | Clavette           | 'Cu Ti Lu Dissi                 | Redi Hasa & Maria Mazzotta                                                 |
| 2025 | Nastro             | El Tango De Roxanne             | Roxane Del                                                                 |
| 2024 | Cerchio            | Rescue                          | Lauren Daigle                                                              |
| 2024 | Palla              | Bella ci dormi                  | Maria Mazzotta & Pulcinella                                                |
| 2024 | Clavette           | Dark Mirror                     | Power-Haus, Christian Reindl & Lucie Paradis                               |
| 2024 | Nastro             | Vesoul                          | Mouron and Terry Truck                                                     |
| 2023 | Cerchio            | Psycho Suite                    | Bernard Hermann                                                            |
| 2023 | Palla              | Il Mondo                        | Jacopo Rossetto (cover)                                                    |
| 2023 | Clavette           | Quand C’est                     | Stromae                                                                    |
| 2023 | Nastro             | That's Life                     | Frank Sinatra                                                              |
| 2022 | Cerchio            | Vai Vedrai                      | Cirque du Soleil                                                           |
| 2022 | Palla              | Nemesis                         | Benjamin Clementine                                                        |
| 2022 | Clavette           | Call me Cruella                 | Florence + the Machine                                                     |
| 2022 | Nastro (primo)     | Two Trains                      | Jan A. P. Kaczmarek                                                        |
| 2022 | Nastro (secondo)   | Ladder Fight                    | Joseph LoDuca (da Xena: Warrior Princess (Original Television Soundtrack)) |
| 2021 | Cerchio            | Montagues & Capulets            | Richard Clayderman, Bulgarian Symphony Orchestra & Deyan Pavlov            |
| 2021 | Palla (primo)      | Oogie Boogie's Song             | Danny Elfman                                                               |
| 2021 | Palla (secondo)    | The man with the harmonica Song | Ennio Morricone                                                            |
| 2021 | Clavette           | Merry Christmas Mr Lawrence     | Ryuichi Sakamoto                                                           |
| 2021 | Nastro             | Tango de Amor                   | Nathan Lane & Bebe Neuwirth (da The Addams Family OST)                     |
| 2020 | Cerchio            | Dance of the Sugar Plum Fairy   | Jennifer Thomas                                                            |
| 2020 | Palla              | Oogie Boogie's Song             | Danny Elfman                                                               |
| 2020 | Clavette (primo)   | Aha!                            | Imogen Heap                                                                |
| 2020 | Clavette (secondo) | Merry Christmas Mr Lawrence     | Ryuichi Sakamoto                                                           |
| 2020 | Nastro             | Tango de Amor                   | Nathan Lane & Bebe Neuwirth (da The Addams Family OST)                     |
| 2019 | Fune               | Far from Over                   | Frank Stallone (da Staying Alive)                                          |
| 2019 | Palla              | Amara Terra Mia                 | Ermal Meta                                                                 |
| 2019 | Clavette           | Money                           | Alan Cumming                                                               |
| 2019 | Nastro             | The Penguins of Madagascar      | Lorne Balfe                                                                |
| 2018 | Cerchio            | La foule                        | Édith Piaf                                                                 |
| 2018 | Palla              | The Pink Panther Theme          | The City of Prague Philharmonic Orchestra                                  |
| 2018 | Clavette           | Marajà                          | Vinicio Capossela                                                          |
| 2018 | Nastro             | The Penguins of Madagascar      | Lorne Balfe                                                                |

## Record
- È la prima ginnasta individualista italiana ad aver vinto una medaglia ai Campionati Mondiali Junior 2019.
- È la prima e unica ginnasta individualista italiana ad aver vinto una medaglia d’oro nel concorso generale in occasione di una Coppa del Mondo.
- È la prima e unica ginnasta italiana ad aver vinto nel 2022 e nel 2023 due interi circuiti World Cup nel concorso generale e 2 ori nelle finali di cerchio, 1 nelle clavette e 1 nella palla.
- È la prima ginnasta individualista italiana ad aver vinto una medaglia ai Campionati Europei.
- È la prima e unica ginnasta individualista italiana ad aver vinto una medaglia d’oro ai Campionati Europei.
- È la prima e unica ginnasta individualista italiana ad aver vinto una medaglia d’oro ai Campionati del Mondo.
- È la prima e unica ginnasta individualista italiana ad aver vinto una medaglia d'oro nell'all around ai Campionati del Mondo.
- È la prima e unica ginnasta individualista italiana ad aver vinto 5 ori su 5 (concorso generale, cerchio, palla, clavette e nastro) in una Coppa del Mondo.
- È la prima e unica ginnasta individualista italiana ad aver vinto una medaglia nell'all around ai Campionati Europei.
- È la prima e unica ginnasta individualista italiana ad aver vinto una medaglia nell'All Around ai Giochi Olimpici

## Riconoscimenti
- Gazzetta Sports Awards: 1

Categoria Donna dell'anno: 2023